# Arthrolips convexiuscula
Arthrolips convexiuscula is een keversoort uit de familie molmkogeltjes (Corylophidae). De wetenschappelijke naam van de soort werd in 1849 gepubliceerd door Victor Ivanovitsch Motschulsky.